# Quebranto
Quebranto es una miniserie de televisión por internet de drama, suspenso y misterio argentina-mexicana producida por Non Stop para Disney+. La trama se centra en una pianista que se expone al mundo criminal cuando viaja a México para averiguar la verdad sobre su familia biológica. Está protagonizada por Tini Stoessel, Jorge López y Martín Barba. La serie se estrenó el 15 de agosto de 2025.

## Sinopsis
Sigue la historia de una talentosa y atormentada pianista que de pequeña fue adoptada por una familia argentina y en su adultez decide viajar a México para descubrir sus orígenes familiares, sin embargo, para poder hacerlo deberá infiltrarse en una red criminal, donde se desatará el caos poniendo en peligro su propia vida y de quienes la rodean.

## Elenco
- Tini Stoessel como Miranda Sanguinetti
- Jorge López como Javier Lara Castillo
- Martín Barba como Leonardo Gutiérrez
- Antonio de la Vega como Emiliano Lara Castillo
- Rafael Ferro como Martín Sanguinetti
- Otto Sirgo como Santiago Lara Castillo
- Daniela Peña como Gabriela
- Lucía Gómez-Robledo como Victoria Lara Castillo
- Sebastián Silveti como Gerardo Lara Castillo
- Jyasú Torruco como Diego
- Karla Garrido como Sara
- Rebeca Manríquez como Elena
- Arelí González como Silvana Morales
- Daniela Vargas como María José Sanguinetti
- Albi De Abreu como Rafael Lara Castillo

## Episodios
| N.º | Título                       | Dirigido por                   | Escrito por                                     | Fecha de lanzamiento original |
| --- | ---------------------------- | ------------------------------ | ----------------------------------------------- | ----------------------------- |
| 1   | «Miranda»                    | Bernardo De la Rosa Villarreal | Natacha Caravia, Andrés Gelós y Andrés Pascaner | 15 de agosto de 2025          |
| 2   | «Música de otro tiempo»      | Bernardo De la Rosa Villarreal | Natacha Caravia, Andrés Gelós y Andrés Pascaner | 15 de agosto de 2025          |
| 3   | «Motivos para no volver»     | Bernardo De la Rosa Villarreal | Natacha Caravia, Andrés Gelós y Andrés Pascaner | 15 de agosto de 2025          |
| 4   | «Tu hija»                    | Bernardo De la Rosa Villarreal | Natacha Caravia, Andrés Gelós y Andrés Pascaner | 15 de agosto de 2025          |
| 5   | «Ángel caído»                | Bernardo De la Rosa Villarreal | Natacha Caravia, Andrés Gelós y Andrés Pascaner | 15 de agosto de 2025          |
| 6   | «Nadie dijo que fuera fácil» | Bernardo De la Rosa Villarreal | Natacha Caravia, Andrés Gelós y Andrés Pascaner | 15 de agosto de 2025          |

## Producción
La serie fue producida por la compañía Non Stop. En abril de 2024, se informó que Tini Stoessel había sido seleccionada para protagonizar la serie. En mayo de ese año, se anunció que el título provisorio para el proyecto era Lost Girl y que se estrenaría en Disney+. En junio de 2024, se reveló que Jorge López, Rafael Ferro y Martín Barba formaban parte del elenco. Después, se confirmó que la primera temporada de la serie estaría compuesta por seis episodios.
La fotografía principal de la serie comenzó en junio de 2024 en la Ciudad de México. El 30 de julio de ese año, concluyó su rodaje en Buenos Aires, completando dos meses de grabaciones. En diciembre de 2024, Disney compartió el primer avance de la serie, confirmando que el título sería Quebranto y su lanzamiento estaba planeado para el 2025. El 21 de julio de 2025, se lanzó el segundo adelanto, donde se develó que la serie se estrenaría el 15 de agosto de 2025.